# Zoë Më
Zoë Më [zoeme] (* 6. Oktober 2000 als Zoë Anina Kressler in Basel) ist eine Schweizer Singer-Songwriterin. Sie vertrat die Schweiz beim Eurovision Song Contest 2025 in Basel und belegte an diesem den zehnten Platz.

## Leben und Wirken
Zoë Më wurde in der Schweiz geboren und lebte einige Jahre in Deutschland, bevor sie 2009 mit ihrer Familie nach Freiburg im Üechtland zog. Sie ist ausgebildete Lehrerin. Bereits im Alter von zehn Jahren begann sie Lieder zu schreiben. Hauptsächlich singt sie in Deutsch und Französisch.
Im Jahr 2024 gewann sie den RTS Artiste Radar und den SRF 3 Award des französischsprachigen und deutschsprachigen Schweizer Rundfunks. Sie trat auf einigen Festivals auf und war Gast auf Tourneen von Remo Forrer und Joya Marleen.
Im März 2025 wurde sie als Vertreterin der Schweiz beim Eurovision Song Contest angekündigt. Sie hatte sich aus 431 Bewerbungen qualifiziert; die Auswahl trafen in mehreren Auswahlrunden eine Schweizer Zuschauerjury und eine international besetzte Publikumsjury, unterstützt von Erhebungen des Marktforschungsunternehmens YouGov. Ihr Chanson Voyage wurde am 10. März 2025 veröffentlicht. Im Wettbewerb erhielt sie 214 Jurypunkte und stand zunächst auf dem 2. Platz in der Wertung, doch sie erwarb keinen Publikumspunkt, wodurch sie auf den 10. Platz kam.

## Diskografie

### Alben
- 2020: Momoko

### EPs
- 2024: Le Loup
- 2024: Dorienne Gris

### Singles
- 2018: Bärenbrüder
- 2019: Endlose Strasse (mit Pablo)
- 2020: Itsuko
- 2020: Aimée
- 2020: Fallende Tänzer
- 2020: Kartenhaus
- 2021: Das Lied der Leichtigkeit
- 2023: Ok
- 2023: Lied ohne Ende
- 2024: Liste des Interdits
- 2024: Overdose
- 2025: Voyage